# 中国基督教三自愛国運動委員会
中国基督教三自愛国運動委員会（ちゅうごくきりすときょうさんじあいこくうんどういいんかい）中国共産党政権公認のプロテスタント系キリスト教の世俗的な面での指導機関。

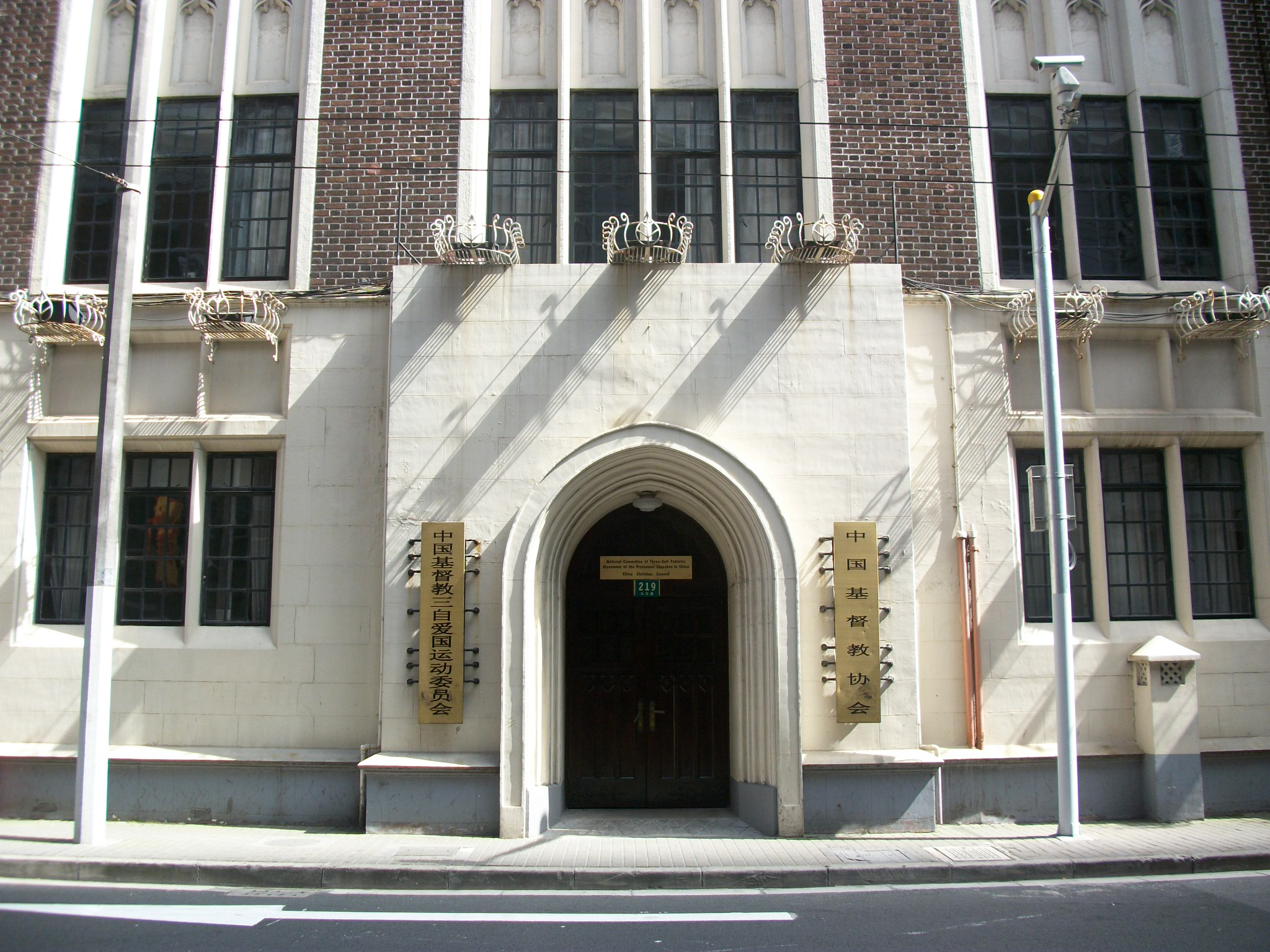
上海の両会。

中国共産党は海外の勢力が自国に影響を及ぼすことを警戒しておりキリスト教についてもローマ教皇を絶対視するカトリック教会を弾圧した。一方プロテスタント系の教会の指導者たちは共産党政権に「三自愛国運動」方針を示してその生き残りを図った。
この三自とは、
1. 自養＝中国人自身の力で教会を支える
2. 自治＝中国人自身で教会を運営する
3. 自伝＝中国人自身の力で伝道する

の3つである。
この方針は共産党政権の賛同を得ることができ、政府の承認を経て「中国基督教会宣言」が出されるに至った。
この宣言は、
1. 中国における教会は帝国主義との如何なる関係も断つべきこと
2. 中国における教会の完全な自立を実現し、新たな中国の建設のために努力すること

という2つの骨子からなっている。
重要な決定は、三自愛国運動委員会と、世俗的な面以外をすべてつかさどる中国基督教協会との「両会」の決定として発表される。
この運動にかかわった主要人物としては、呉耀宗、丁光訓などがいる。